# Ахмадиев, Ердос Жексембиевич
Ердос Жексембиевич Ахмадиев (Урджар, 6 марта 1985) — казахстанский лыжник, трёхкратный чемпион Казахстана, знаменосец сборной Казахстана на Олимпийских Играх в Сочи.

## Биография
Родился 6 марта 1985 года в Урджаре.
На Олимпийских Играх в Сочи был 54-м в на дистанции 15 км классическим стилем. 2017 Серебряный призёр Азиатских игр. С 2005 по 2007 год работал преподавателем в Педагогическом колледже им М.О.Ауезова. 2007-2011 — работал в КГУ по зимним видам спорта, тренером по лыжным гонкам. 2009-2017 — работал в ДШНК тренером. С 2018 по 2022 год работал тренером РСШИКОР в г.Риддер. В 2022-2024 ШВСМ г.Семей в качестве тренера. В 2024 году — тренер Национальный команды РК по лыжным гонкам.

## Личная жизнь
Женат, имеет троих детей.